# Najas marina subsp. marina
Najas marina subsp. marina é uma subespécie de planta com flor pertencente à família Najadaceae.
A autoridade científica da subespécie é L., tendo sido publicada em Sp. Pl. 1015 (1753).

## Portugal
Trata-se de uma subespécie presente no território português, nomeadamente em Portugal Continental.
Em termos de naturalidade é nativa da região atrás indicada.

## Protecção
Não se encontra protegida por legislação portuguesa ou da Comunidade Europeia.